# Marina Hands
Marina Hands (Parijs, 10 januari 1975) is een Franse theater- en filmactrice.

## Biografie
Hands werd geboren in het rijke 16e arrondissement van Parijs als dochter van de Britse regisseur Terry Hands en de Franse actrice Ludmila Mikaël. Ze studeerde acteren op de Cours Florent en de CNSAD in Frankrijk en op de London Academy of Music and Dramatic Art in Engeland. Haar theaterdebuut maakte ze in 1999 in Le bel air de Londres geregisseerd door Dion Boucicault en haar filmdebuut was in 2000 in de film La Fidélité van Andrzej Żuławski. In 2006 werd ze lid van Comédie-Française. In 2007 kreeg ze de Franse filmprijs César voor beste actrice.